# Зельбурзьке обер-гауптманство
Зе́льбурзьке о́бер-гауптма́нство (нім. Oberhauptmannschaft Selburg, латис. Sēlpils virspilskunga iecirknis) — адміністративна одиниця найвищого (обласного) рівня в герцогстві Курляндії та Семигалії (1617—1795), а також у Курляндському намісництві (1795—1796) та губернії (1796—1864) Російської імперії. Адміністративний центр — Зельбург (сучасна Вецселпілс, Латвія). Створене згідно з «Формулою правління» 1617 року.

## Назва
- Зе́льбурзьке о́бер-гауптма́нство / обергаутпма́нство  (нім. Oberhauptmannschaft Selburg, Selburgsche Oberhauptmanschaft; рос. Зельбургское обер-гауптманство / обергаутпманство[1])

## Історія
- 28 березня 1795 року Російська імперія анексувала герцогство Курляндії та Семигалії за підсумками поділу Речі Посполитої. Обер-гауптманство увійшло до складу Курляндського намісництва Росії.
- 31 грудня 1796  року обер-гауптманство стало частиною новоутвореної Курляндської губернії Російської імперії.

## Склад
Зельбурзька парафія (Selburgsche Kirchspiel); центр — Зельбург (сучасний Вецселпілс)
Дюнабурзька парафія (Dünaburgische Kirchspiel); центр — Дюнабург (сучасний Даугавпілс)
Нертфська парафія (Nertfsche Kirchspiel); центр — Нерфт (сучасна Нерета)
Ашераденська парафія (Ascheradsche Kirchspiel); центр — Ашераден (сучасний Айзкраукле)

### Монографії
- Arbusov, Leonid. Grundriss der Geschichte Liv-, Est- und Kurlands. — Riga: Jonck und Poliewsky, 1918.